# До свидания, дорогая
«До свидания, дорогая», или «Девушка для прощания» (англ. The Goodbye Girl, в вольном, но близком по смыслу переводе — «Девушка типа „Прощай, дорогая“»), — художественный кинофильм режиссёра Герберта Росса, вышедший на экраны в 1977 году.

## Сюжет
Пола Макфадден, 33-летняя бывшая танцовщица (Марша Мейсон), собирается вместе с дочерью Лизой (Куинн Каммингс) покинуть Нью-Йорк и поселиться в Калифорнии со своим потенциальным женихом Тони Де Форестом, преуспевающим актёром. Но, придя домой вечером накануне отъезда, она обнаруживает прощальную записку: Тони бросил их, он внезапно уехал на полгода в Италию «на съёмки у Бертолуччи». Ближе к ночи выясняется, что он не только выгреб все их совместные сбережения, не оставив Поле и девочке ни гроша. Готовясь к отъезду, Тони ещё и умудрился официально сдать своему приятелю квартиру, которую они вместе с Полой снимали на его имя, получить оплату вперёд и, естественно, все деньги тоже забрать с собой.
Так в доме появляется Эллиот Гарфилд (Ричард Дрейфус), актёр-неудачник из Чикаго, приехавший в Нью-Йорк играть Ричарда III в какой-то кошмарной «офф-офф-Бродвейской» постановке. Несчастной Поле с дочкой некуда деваться из квартиры. Эллиот с лёгкостью может выставить их на улицу силой — но только через суд, это довольно долго, а жить всё это время ему совершенно негде и не на что. Поэтому, для начала вдребезги разругавшись, Пола и Эллиот в конце концов сходятся на том, что, так как денег нет у них обоих, а за квартиру уже заплачено, им придётся поделить жилплощадь: «Вы тут живёте один? — Да. И, к счастью, все, кто тут живёт, тоже живут одни…».
Эллиот — нервный и не слишком уверенный в себе мужчина. По ночам, чтобы уснуть, он долго играет на гитаре голышом, по утрам медитирует, водит в свою комнату молоденьких актрис «репетировать четвертую сцену первого акта» и вообще невыносим. Но он теперь — законный квартиросъёмщик, и Поле нужно постараться как-то ужиться с этим недоразумением. Тем более, что общий язык с 10-летней Лизой Эллиот находит мгновенно.
Постепенно соседские отношения, начавшиеся со ссор и непонимания, приобретают романтический оттенок. Увы, жизнь научила Полу, что роман с актёром возможен, только пока он в простое. А потом актёр говорит: «Прощай, дорогая», уезжает куда-то далеко-далеко играть там кого-нибудь и никогда не возвращается…
Вот и Эллиот улетел в Сиэтл сниматься у знаменитого режиссёра. Никакой записки он не оставил, зато оставил дома свою драгоценную гитару. А главное, он не сказал «прощай», он сказал: «До свидания, дорогая»…

## В ролях
- Ричард Дрейфус — Эллиот Гарфилд
- Марша Мейсон — Пола Макфадден
- Куинн Каммингс — Люси Макфадден, дочь Полы
- Пол Бенедикт — Марк
- Барбара Роудс — Донна
- Тереза Мерритт — миссис Кросби
- Майкл Шон — Ронни
- Пэтришиа Пирси — Ронда
- Джин Касл — помощник хореографа
- Дэниэл Ливэнс — хореограф

## Награды и номинации
- 1978 — премия «Оскар» за лучшую мужскую роль (Ричард Дрейфус), а также 4 номинации: лучший фильм (Рэй Старк), лучшая женская роль (Марша Мейсон), лучшая женская роль второго плана (Куинн Каммингс), лучший оригинальный сценарий (Нил Саймон).
- 1978 — 4 премии «Золотой глобус»: лучший фильм — комедия или мюзикл, лучшая мужская роль в комедии или мюзикле (Ричард Дрейфус), лучшая женская роль в комедии или мюзикле (Марша Мейсон), лучший сценарий (Нил Саймон), а также номинация за лучшую женскую роль второго плана (Куинн Каммингс).
- 1978 — премия BAFTA за лучшую мужскую роль (Ричард Дрейфус), а также две номинации: лучшая женская роль (Марша Мейсон), лучший сценарий (Нил Саймон).
- 1978 — две премии «Давид ди Донателло»: лучший зарубежный режиссёр (Герберт Росс), лучший зарубежный актёр (Ричард Дрейфус).
- 1978 — номинация на премию Гильдии сценаристов США за лучшую оригинальную комедию (Нил Саймон).
- 1979 — номинация на премию Японской киноакадемии за лучший фильм на иностранном языке.

В 2004 году был снят одноимённый телевизионный фильм с Джеффом Дэниэлсом и Патрицией Хитон в главных ролях, являющийся ремейком данной картины.